# Os de Balaguer
Os de Balaguer és una vila i municipi de Catalunya situat a la comarca de la Noguera.

## Història
L'origen d'Os es deu a la fortificació musulmana existent ja en el segle ix i conquerida pel vescomte Guerau Ponç II de Cabrera el 1116. El castell d'Os fou una fortificació destacada en les baralles que durant els segles xii i xiii enfrontaren els Comtes d'Urgell amb els Cabrera, vescomtes d'Àger. L'any 1415 el rei Ferran d'Antequera donà el castell i el lloc d'Os al cavaller Joan Vivot. A mitjans del segle xvi ja eren senyors d'Os la família dels Siscar, llinatge que continuà fins a la desamortització (segle xix). L'any 1964 incorporà la major part del terme de Tragó de Noguera, municipi que havia quedat greument afectat per la construcció dels embassaments de Canelles i de Santa Anna; aquests, juntament amb els nuclis de Tragó, Canelles, Blancafort i Alberola, passaren al terme d'Os.
L'any 1956 rebé la visita de José Figueres Ferrer, president de Costa Rica, fill de Marià Figueres Forges, nascut a Os de Balaguer.

## Geografia
- Llista de topònims d'Os de Balaguer (Orografia: muntanyes, serres, collades, indrets..; hidrografia: rius, fonts...; edificis: cases, masies, esglésies, etc).

## Descripció física
Situat en bona part als Aspres de Montsec, damunt la plana oligocènica estesa entre 400-600 m d'altitud, es drecen algunes alineacions anticlinals de calcàries juràssiques o triàsiques. Al N, la serra de Blancafort i la serra de Sant Miquel, entre les de Pinyana i de Mont-roig, arriba a 1.039 m d'altitud al Pont; al centre hi ha la serra d'Os i al S la serra del Convent. A l'E hi ha l'enclavament de Gerb amb el terme rural d'Almassí, damunt la plana al·luvial del Segre, que forma una entitat municipal descentralitzada. La superfície boscada ocupa una bona part de la muntanya de Millà. La vila és dalt d'un turó que domina un congost a la riba esquerra del riu de Farfanya.

## Llocs d'interès
| Entitat de població     | Habitants (2023) |
| Gerb                    | 591              |
| Os de Balaguer          | 376              |
| el Monestir d'Avellanes | 20               |
| Alberola                | 11               |
| Font: Idescat           |                  |

- Castell "Malignum Castrum" d'Os (S.XII)
- Cova dels Vilars (pintures rupestres)
- Monestir de Santa Maria de Bellpuig de les Avellanes
- Església barroca de Sant Miquel
- Font de Sant Pitot (1700)
- Pantà de Canelles
- Santuari de Sta. Maria de Cérvoles (aplec)
- Ermita de Sant Salvador
- Ermita de la Verge d'Aguilar
- Poblat medieval del Vilot d'Alberola
- Monestir de Santa Maria de Vallverd de Tragó (Cister Femení).
- Casa Museu Leandre Cristòfol[1]

## Festes i celebracions
- 17 de gener: Sant Antoni, benedicció d'animals i vehicles
- Darrer diumenge d'abril: Trobada de Campaners
- 1 de maig: Aplec a l'Ermita de la Mare de Déu d'Aguilar
- 17 de maig: Aplec a l'Ermita de la Mare de Déu de Cérvoles
- 6 d'agost: Revetlla i aplec a l'Ermita de Sant Salvador
- 6 d'agost: Festa Major de Gerb
- 15 d'agost: Festa Major del Monestir de les Avellanes
- 6 de setembre: aplec dels Padrins a l'Ermita de la Mare de Déu de Cérvoles
- 29 de setembre: Festa Major d'Os

## Personatges il·lustres
- Gaspar de Portolà Rovira (Os de Balaguer, 1716 – Lleida, 1786), militar, explorador i primer governador de l'Alta Califòrnia, i fundador de San Diego i Monterrey.

- Jaume Caresmar i Alemany (Igualada, 1717 – Barcelona 1791). Prestigiós i famós abat del Monestir de Santa Maria de Bellpuig de les Avellanes. Després d'estudiar en la seva ciutat natal, passà a Barcelona, on es graduà com doctor en Filosofia i Teologia amb els Jesuïtes. L'1 de novembre de 1742, vestí l'hàbit blanc dels monjos premonstratencs a Monestir de Bellpuig de les Avellanes, a on destacà com a professor, i per les seves investigacions històriques en arxius i treballs. Va ser també membre de l'Acadèmia de Bones Lletres de Barcelona.
- Encarnació Colomina i Agustí (Os de Balaguer, 1848 - Barcelona, 1916), religiosa catalana fundadora de la Congregació de Missioneres Filles de la Sagrada Família de Natzaret.
- Leandre Cristòfol i Peralba (Os de Balaguer, 1908 – Lleida, 1998), escultor considerat un dels pioners de l'escultura surrealista a Catalunya.

- Josep Hospital Fragó (Os de Balaguer, 1846 – Valladolid, 1916), religiós, director del Real Colegio de San Lorenzo del Escorial, persona de confiança del rei Alfons XII.

- Ricard Cirera Salse (Os de Balaguer, 1864 – Barcelona, 1932), jesuïta i astrònom, fundador i director de l'Observatori de l'Ebre.

- Miquel Hospital Gasol (Os de Balaguer, 1882 – Barcelona, 1935), doctor en filosofia, teologia i dret canònic, canonge de la Catedral de Barcelona.

- Marià-Josep Figueres i Forges (Os de Balaguer, 1878 – Costa Rica, 1957), metge i pare del futur president de Costa Rica José Figueres Ferrer.

- Rosa Mateu i Gese (Blancafort, Tragó de Noguera, 1910 -), besàvia per part de pare d'en Lionel Messi, futbolista del FC Barcelona. Es casà amb Josep Pérez i Solé de Bellcaire d'Urgell.[2]
- Albert Hermoso Farràs (Balaguer, 1978 -), Actualment un dels millors genets de concurs complet a nivell espanyol, classificat per a competicions Mundials i Jocs Olímpics.

## Demografia
| 1497 f | 1515 f | 1553 f | 1717 | 1787 | 1857  | 1877  | 1887  | 1900  | 1910  |
| ------ | ------ | ------ | ---- | ---- | ----- | ----- | ----- | ----- | ----- |
| 64     | 73     | 94     | 360  | 676  | 3.073 | 2.715 | 2.731 | 2.392 | 2.480 |

| 1920  | 1930  | 1940  | 1950  | 1960  | 1970  | 1981 | 1990 | 1992 | 1994 |
| ----- | ----- | ----- | ----- | ----- | ----- | ---- | ---- | ---- | ---- |
| 2.605 | 2.411 | 2.016 | 2.123 | 1.882 | 1.025 | 934  | 846  | 766  | 766  |

| 1996 | 1998 | 2000 | 2002 | 2004 | 2006 | 2008 | 2010 | 2012 | 2014  |
| ---- | ---- | ---- | ---- | ---- | ---- | ---- | ---- | ---- | ----- |
| 773  | 761  | 768  | 778  | 800  | 924  | 998  | 987  | 991  | 1.008 |

| 2016  | 2018  | 2020 | 2022  | 2024  | 2026 | 2028 | 2030 | 2032 | 2034 |
| ----- | ----- | ---- | ----- | ----- | ---- | ---- | ---- | ---- | ---- |
| 1.022 | 1.009 | 980  | 1.046 | 1.075 | -    | -    | -    | -    | -    |